# イター
イター（Ithaa）は、モルディブのアリフ・ダール環礁区、ランガリ島にある海中レストラン。「イター」はディベヒ語で真珠層を意味する。海面下5メートルにあり、2005年4月15日オープン。世界でも最初期の海中レストランの一つ。

## 概要
施設はアクリル樹脂製で、大きさは5メートル×9メートル、定員は14人。天井が透明なので、上面270度を下から見渡すことができる。設計は、ニュージーランドに拠点を置くデザインコンサルタント会社、M.J.マーフィー社。
食事はランチコースとディナーコースがある。内容はアジア風の西洋料理など。入り口は長い階段になっている。2010年4月の5周年を機に、ディナーの予定が無い日には宿泊もできるようになった。また、プライベートパーティや結婚式にも使用できる。

## 位置と宿泊設備
施設はモルジブの南アリ環礁（アリ環礁）南西にある私有の島、ランガリフィノール島の南海中にある。
ランガリフィノール島とランガリ島の両方が私有の島であり、ここ全体が「コンラッド・モルディブ・ランガリ・アイランド」と呼ばれるホテルになっている。両島は、長さ500メートルの橋でつながれている。ホテルには、イター海底レストランを含めて7つのレストランがある。

## 建設の経緯
2004年2月、M.J.マーフィー社は、モルディブ地元企業クラウン社（Crown Company）に、海中レストランの建築を提案した。クラウン社はランガリ島自治体が所有する非営利企業であり、ランガリ島の「コンラッド・モルディブ・ランガリ・アイランド」リゾートとしての運用を業務としている。クラウン社は当初、直線的な壁と窓を持つレストランを構想していた。後にクラウン社は、マーフィー社のマイク・マーフィーが提案したR-Castアクリルトンネル型の建物に賛成した。なお、R-Castは米国レイノルズポリマー・テクノロジー社のアクリル樹脂製品の登録商標である。なお、マーフィー社のこのデザインは、 クアラルンプールのナショナルサイエンスセンターにある世界最大級の水槽にも使用されている。装置の設計寿命は20年である。
イターの建物の設計とデザインは、2004年3月から検討が開始された。当初はランガリ島での製造を予定していたが、モルディブの技術では技術的および品質管理的に不安があるとして、シンガポールで製造された。
2004年5月、シンガポールで製作が始まった。2004年10月、幅5メートルのアクリル製アーチ、空気調和設備、電線配管を持つ本体が完成した。シンガポールからは2004年11月1日に出荷され、到着までに16日を要した。この際の重さは175トンだった。2004年11月19日、イターは85トンの砂バラストを腹部に詰めて沈められた。そして、海底から4メートルの位置に打ち込まれた4本の鉄杭上に設置された。